# ハミルトン・ピエドラ
ハミルトン・エマヌエル・ピエドラ・オルドニェス（スペイン語: Hamilton Emanuel Piedra Ordóñez、1993年2月20日 - ）は、エクアドルのサッカー選手。元エクアドル代表。ポジションはGK。

## クラブ歴
デポルティーボ・クエンカの下部組織出身で2011年にトップチームに昇格。2014年に正ゴールキーパーとなった。
2017年11月に5年契約でインデペンディエンテ・デル・バジェに移籍。

## 代表歴
U-20代表として2013 南米ユース選手権に出場した。
2017年7月26日に行われたトリニダード・トバゴ代表戦で代表初出場を記録した。